# Shane Moynihan

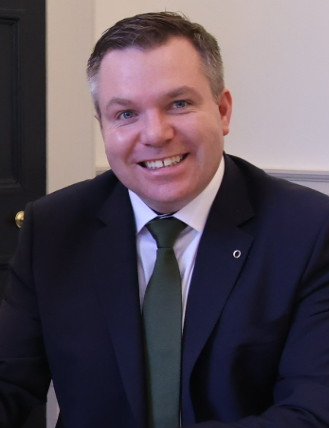
Shane Moynihan (2024)

Shane Moynihan (* 1983) ist ein irischer Politiker (Fianna Fáil) und seit 2024 Teachta Dála (Abgeordneter) im Dáil Éireann, dem irischen Unterhaus.

## Leben
Moynihan studierte Wirtschafts- und Politikwissenschaften und promovierte in Politikwissenschaften am University College Dublin. 2009 versuchte er, für den Bezirk Lucan in den South Dublin County Council einzuziehen, scheiterte jedoch knapp. Bei den Nachwahlen zum Dáil Éireann 2019 im Wahlkreis Dublin Mid-West scheiterte er. Im gleichen Jahr wurde er aber in den South Dublin County Council gewählt. Bei den Wahlen zum Dáil Éireann 2024 trat er dann erneut für den Wahlkreis Dublin Mid-West an und konnte einen Sitz erringen.
Außenpolitisch gilt Moynihan als Atlantiker.

## Privates
Moynihan ist mit seiner Frau Teresa verheiratet und hat drei Söhne.